# Thoraxfoto

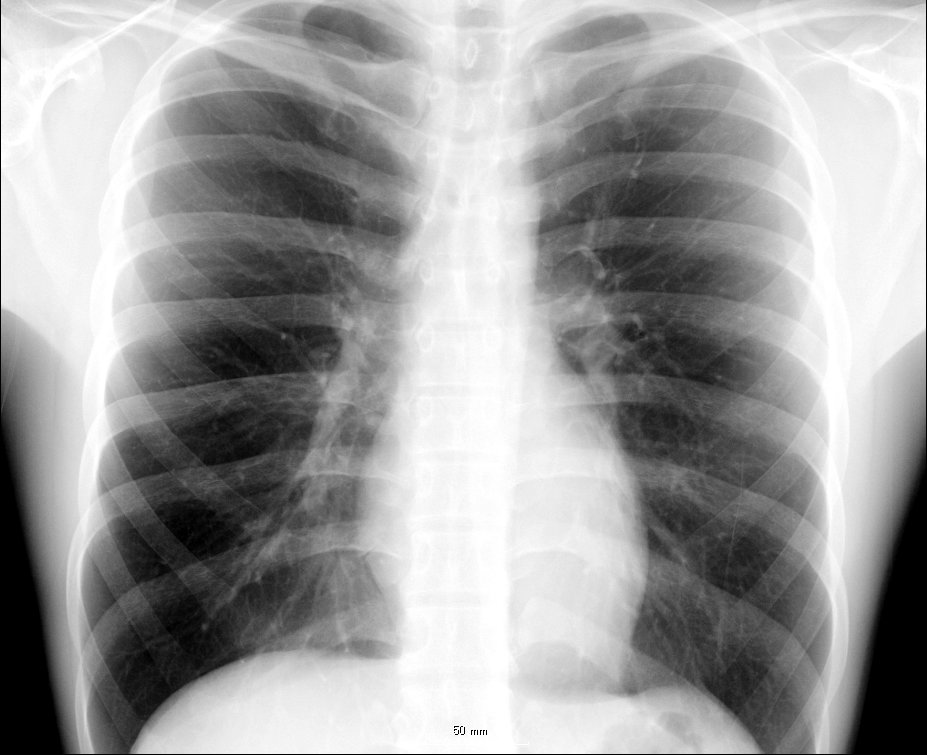
Normale thoraxfoto van een jong persoon (slank, goede inspiratiestand)

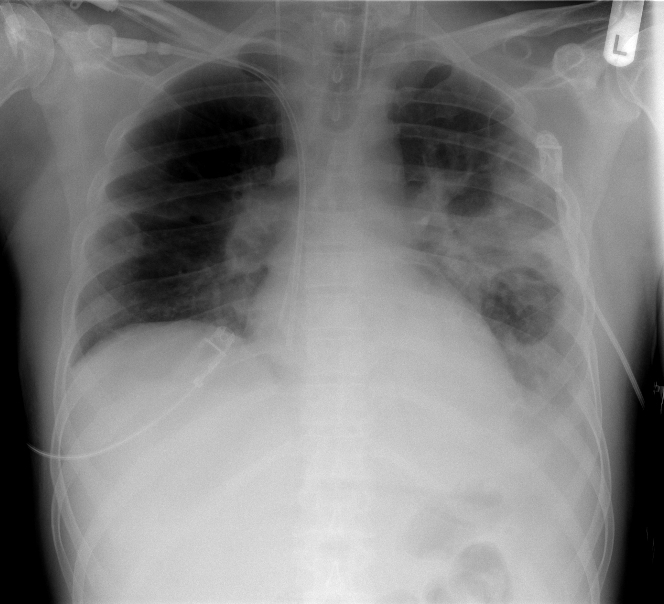
Longontsteking in rechter- en linkerlong met holtes. Patiënt heeft minder goed ingeademd dan op het bovenste plaatje

Thoraxfoto (longfoto, in het medisch jargon X-thorax of RX-thorax) is een medisch onderzoek, waarbij een röntgenfoto van de borstkas wordt gemaakt. Op de foto worden vooral de longen, het hartcontour en de botstructuren afgebeeld (ruggenwervels, ribben, sleutelbeen). Bij de opname wordt patiënt (liefst staande) gevraagd diep in te ademen; de foto wordt gemaakt terwijl de adem wordt ingehouden.
Meestal worden deze foto's van achteren naar voren genomen (PA-opname) en bijna altijd worden daarbij ook aanvullende zijdelingse opnames gemaakt. Een thoraxfoto is zonder deze zijdelingse opname vaak niet goed te beoordelen. Bij zittende of liggende patiënten (vaak zieke patiënten) gaat de röntgenstraling van voren naar achteren (AP-opname). Vanwege een verschil in stralengang worden structuren bij een dergelijke opname anders weergegeven bij de standaard PA-opname. Zo is het hart op een AP-opname groter afgebeeld dan op een PA-opname. Bij de voor-achterwaartse en achter-voorwaartse opnames worden de foto's bekeken alsof je de patiënt aankijkt: de linkerlong staat rechts op het plaatje.

## Zichtbare structuren
Structuren die te beoordelen zijn:
- botstructuren: ruggenwervels, ribben, sleutelbeenderen, schouderbladen
- luchtwegen: 
  - luchtpijp en de vertakkingen
  - longen: verdichtingen (longontsteking, tumor), vergroving van het weefsel (longfibrose)
  - 'vocht achter de longen' door hartfalen (geeft een diffuse versluiering onder in de longen of door opgezette longhila)
- hart: grootte (breedte), vorm van de aorta.
- opgezette lymfeklieren
- maag

## Beoordeling X-thorax
Het eerste dat belangrijk is bij de beoordeling van een X-thorax is de kwaliteit van de foto. Hieronder een opsomming van de te beoordelen punten:
- richting van de opname (posterior-anterior, anterior-posterior of lateraal)
- positionering patiënt (staan de processus spinosi in het midden tussen de mediale uiteinden van de claviculae)
- belichting (bij een goede belichting zijn de thoracale wervels door de hartschaduw te herkennen, bij onderbelichting zijn de wervels zichtbaar als een doorlopende witte schaduw en niet van het hart te onderscheiden, bij overbelichting is het longweefsel zichtbaar als een zwart veld zonder structuren en is de wervelkolom veel witter dan de hartschaduw)
- inspiratiestand (het longveld met de diepste inspiratiestand dient als referentie te worden genomen en hier moeten ten minste tien ribben zichtbaar zijn)

(* houd rekening met het geslacht, de leeftijd en de voorgeschiedenis van de patiënt)
Hierna kan men de verschillende structuren beoordelen, hier is geen vaste volgorde voor.
- Het mediastinum superius (gebied tussen de longtoppen en arcus aortae) dient biconcaaf en ongeveer symmetrisch in vorm en grootte te zijn
- De trachea ligt midden in het mediastinum in de normale situatie, het laatste gedeelte van de trachea is naar rechts verschoven door de aortaboog. Verder is de linkerhoofdbronchus langer en minder steil dan de rechterhoofdbronchus doordat deze onder de aortaboog doorloopt.
- Het longhilum (de overgang van mediastinum naar long).
- Het hart dient een scherpe contour te hebben, behalve aan de hartbasis. De cor-thoraxratio (CTR) (=maximale hartdiameter/maximale thoraxdiameter) is normaliter 0,5. Bij CTR>0,6 spreekt men van een vergroot hart.
- De beoordeling van de vaten.
- In de longvelden zijn de vaten zichtbaar als dunne lijntjes, de tekening van deze vaten is in de apicale longsegmenten niet zo duidelijk als in de basale longsegmenten. (Is dit wel het geval dan spreekt met van redistributie.)
- De beoordeling van de pleurae. Gelet wordt onder andere op de sinus pleurae en eventuele lucht tussen de pleura parietalis en de pleura visceralis (met name in de longtop). De sinus pleurae zijn vaak goed te beoordelen in de laterale opname.
- Het linker en rechter diafragma wordt beoordeeld. Het diafragma verschuift ongeveer twee ribben bij ademhaling.
- Verschillende ossale structuren moeten beoordeeld te worden: de ribben, het sternum , de claviculae, de scapulae en de wervels.
- Ten slotte worden de weke delen beoordeeld, men let dan met name op het ontbreken van schaduwen (bijvoorbeeld bij mastectomie) of de aanwezigheid van een eventueel corpus alienum.

## Aandoeningen
Voorbeelden van aandoeningen die gevonden kunnen worden, zijn:
- botbreuken van ribben
- longontsteking
- longkanker: haardvormige verdichting ergens in de longen
- pneumothorax: er zit ruimte tussen de long en de borstkas
- hartfalen (decompensatio cordis, 'vocht achter de longen')
- sarcoïdose met te veel lymfeklieren aan de longhili